# USM 아인 베이다
USM 아인 베이다(Union sportive de la Médina Aïn Béida, 아랍어: الإتحاد الرياضي لمدينة عين البيضاء) 또는 간단히 USMAB로 알려진 축구단은 움엘부아기주의 아인 베이다에 연고를 두고 있는 알제리의 축구단이다 . 1943년에 설립되었으며 색상은 흰색과 검은색을 주로 사용한다. 홈 구장은 12,000명의 관중을 수용할 수 있는 스타드 알리 함디를 사용한다. 현재 리그 내셔널 두 풋볼 아마추어에 소속되어 있다.